# 绕月轨道

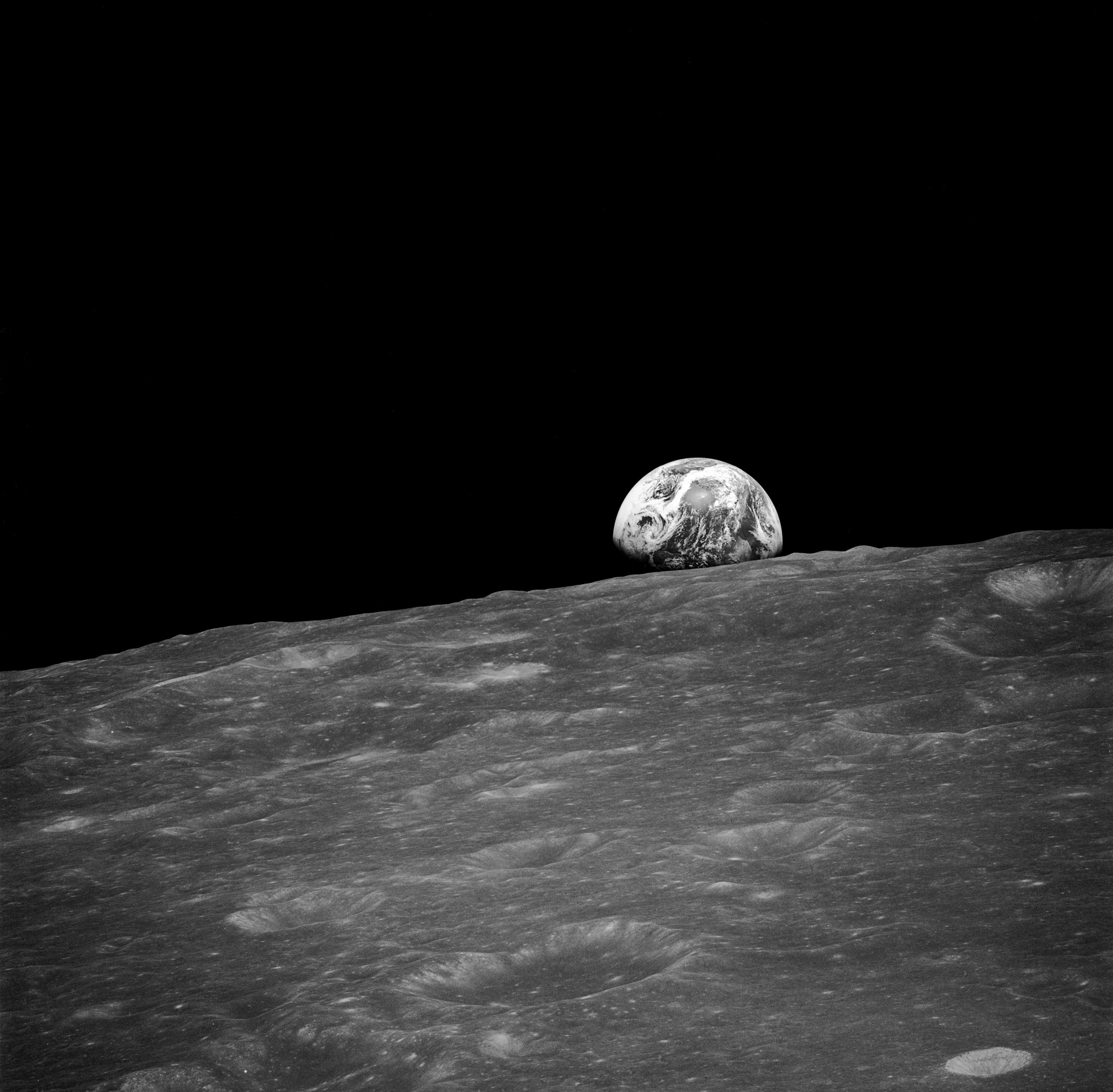
1968年12月24日，宇航员威廉·安德斯在阿波罗8号任务中，从月球轨道上看到地球在地平线上升起。

绕月轨道（英语：Lunar Orbit）在天文学中，是指物体环绕月球运动的轨道。
绕月轨道通常是各种载人或无人航天器围绕月球运动的轨道。轨道的远拱点成为远月点，近拱点称为近月点。低月球轨道（英语：Low Lunar Orbit, LLO）是指高度低于100公里（62英里）的轨道。这种轨道的绕月时间在2小时左右。但是由于它们受到引力摄动的影响，使它们变得很不稳定，并且对于不确定的冻结轨道只留下了少量的轨道倾角，这对于长期停留在低月球轨道中很有用处。

## 无人航天器
1959年1月4日，苏联向月球附近派出了第一艘航天器月球一号。它经过月球表面高度约6000公里，但没有进入月球轨道。月球三号于1959年10月4日发射，这是第一个实现绕月自由返回轨道的无人航天器，但仍不是月球轨道，而是绕月球远端摆动并返回地球。这艘无人航天器提供了月球表面远端的第一张图像。
1966年4月，苏联月球十号成为第一个实际绕月飞行的航天器。它研究了微流星体和月球环境，并一直运行到1966年5月30日。1966年8月24日又发射了一个用于后续任务的无人航天器月球十一号，其研究了月球引力异常、辐射以及对太阳风进行测量。
1966年8月14日，美国第一艘绕月飞行的航天器是月球轨道器1号。其第一个轨道为椭圆轨道，高度为1867公里，拱点高度为189.1公里。然后在约310公里高度的轨道环绕，以获得合适的图像。在13个月的时间内发射了5艘这样的航天器，所有这些航天器都成功地绘制了月球地图，主要是为了寻找合适的阿波罗计划着陆地点
最近的一次是月球大气与粉尘环境探测器（LADEE），它于2014年进行一次弹道撞击实验。

## 载人航天器
阿波罗计划的指令/服务舱（CSM）在登月舱（LM）着陆时仍留在月球停泊轨道上。组合的CSM/LM将首先进入椭圆轨道，名义上为310公里轨道，由110公里轨道进入，然后改为约110公里高度的圆形停泊轨道。轨道周期因近拱点和远拱点之和而变化，而CSM约为两个小时。登月舱开始进行下降轨道切入，使其远月点下降至15 公里，以避免撞上月球山脉。在第二次着陆任务后，阿波罗14号改变了程序，通过使用CSM的燃料进行轨道切入，并在登月舱着陆后通过提高远月点将其恢复至圆形轨道，以节省更多登月舱燃料用于动力下降。